# Acrocladium chlamydophyllum
Acrocladium chlamydophyllum là một loài rêu trong họ Amblystegiaceae. Loài này được Hook. f. & Wilson Müll. Hal. & Broth. mô tả khoa học đầu tiên năm 1900.